# Thulusdhoo
Thulusdhoo ist eine Insel im Osten des Nord-Malé-Atolls im Inselstaat Malediven in der Lakkadivensee (Indischer Ozean).

## Geographie
2014 hatte die Insel mit einer Fläche von etwa 36 Hektar 1133 Einwohner.

## Verwaltung
Thulusdhoo ist der Verwaltungssitz des Verwaltungsatolls Malé Atholhu mit der Thaana-Kurzbezeichnung ކ (Kaafu). Zum Verwaltungsgebiet zählen neben dem Nord-Malé-Atoll auch die weiter nördlich liegenden kleinen Atolle Kaashidhoo und Gaafaru sowie das südlich direkt angrenzende Süd-Malé-Atoll.
Die im Süden des Nord-Malé-Atolls gelegenen Inseln Malé, Hulhumalé, Villingili und Hulhulé gehören allerdings nicht zum Verwaltungsgebiet Kaafu, sondern werden unmittelbar von der maledivischen Hauptstadt Malé (Malé-City) aus verwaltet.